# Ronald Levy
Ronald Levy (født 30. oktober 1992) er en jamaicansk atlet.
Han repræsenterede Jamaica ved sommer-OL 2020 i Tokyo, hvor han tog bronze i 110 meter hækkeløb.